# Albert Maltz
Albert Maltz est un écrivain et scénariste américain né le 28 octobre 1908 à Brooklyn, New York (États-Unis), mort le 26 avril 1985 à Los Angeles, Californie (États-Unis).

## Biographie
Albert Maltz se fait d'abord connaître à Broadway comme dramaturge avant de s'installer à Hollywood en 1942. Politiquement très engagé à gauche, Maltz fit partie des Dix d'Hollywood qui furent victimes du maccarthysme. Après La Cité sans voiles (The Naked City), de Jules Dassin en 1948, son nom disparaît des génériques jusqu'en 1970, année de la sortie de Sierra torride (Two Mules for Sister Sara), de Don Siegel.
Ses plus belles réussites sont au début de sa carrière, notamment avec Tueur à gages (This Gun for Hire) de Frank Tuttle (1942), L'Orgueil des marines (Pride of the Marines) de Delmer Daves (1945), et Cape et Poignard (Cloak and Dagger) de Fritz Lang (1946), où ses qualités d'écriture et ses idées sont les mieux représentées.

## Filmographie partielle
- 1942 : Tueur à gages (This Gun for Hire) de Frank Tuttle
- 1942 : La Défaite des armées allemandes devant Moscou de Leonid Varlamov et Ilya Kopalin
- 1943 : Seeds of Freedom
- 1943 : Destination Tokyo, de Delmer Daves
- 1945 : L'Orgueil des marines (Pride of the Marines), de Delmer Daves
- 1945 : The House I Live In de Mervyn LeRoy
- 1946 : Cape et Poignard (Cloak and Dagger) de Fritz Lang
- 1947 : La Maison rouge (The Red House), de Delmer Daves
- 1948 : La Cité sans voiles (The Naked City), de Jules Dassin
- 1950 : La Flèche brisée (Broken Arrow), de Delmer Daves
- 1967 : Le Pistolero de la rivière rouge (The Last Challenge)
- 1970 : Sierra torride (Two Mules for Sister Sara), de Don Siegel
- 1971 : Les Proies (The Beguiled), de Don Siegel
- 1973 : Scalawag
- 1974 : Hangup